# Josip Skoblar
Josip Skoblar (ur. 12 marca 1941 w Privlace koło Zadaru) – chorwacki piłkarz, który występował na pozycji napastnika. W latach 1961–1967 reprezentant Jugosławii

## Kariera klubowa
W wieku 17 lat, czyli w roku 1958, Skoblar zaczął piłkarską karierę w klubie NK Zadar. Jednak rok później zmienił barwy klubowe i przeniósł się do grającego w pierwszej lidze Jugosławii, OFK Beograd. Podczas siedmu lat pobytu w OFK, Skoblar zdobył 2-krotnie Puchar Jugosławii. Ogółem w OFK (1962 i 1966) rozegrał 162 mecze i zdobył 63 bramki.
W 1966 Skoblar rozpoczął międzynarodową karierę. Przeniósł się do francuskiego Olympique Marsylia, gdzie zagrał tylko jeden sezon (1966/1967). Latem 1967 trafił do niemieckiego Hannover 96. Przez 3 lata gry w Hannoverze Skoblar trafił do bramki rywali 31 razy w 57 ligowych meczach. Dodatkowo został 1 raz ukarany czerwoną kartką. Po średnio udanym pobycie w Niemczech powrócił do Marsylii. Wtedy to wzniósł się na wyżyny swoich możliwości i stał się gwiazdą europejskiego formatu. 3-krotnie z rzędu został królem strzelców Ligue 1. W sezonie 1970/1971 strzelił aż 44 bramki w sezonie i zdobył wówczas nagrodę Złotego Buta dla najlepszego strzelca ligowego w Europie. W kolejnym sezonie, 1971/1972, Skoblar zdobył 30 goli, a w następnym, 1972/1973 26 goli. Podczas pobytu w Marsylii pomógł wydatnie temu klubowi w zdobyciu mistrzostwa Francji w 1970 oraz 1971 roku, a w 1972 Pucharu Francji.
W 1975 roku Skoblar powrócił do ojczyzny, trafił do zespołu NK Rijeka. W 1977 roku zakończył piłkarską karierę, a w Rijece przez te 4 lata strzelił 11 bramek w 37 meczach.

## Kariera reprezentacyjna
W reprezentacji Jugosławii Skoblar debiutował 7 maja 1961 roku w rozegranym w Belgradzie towarzyskim meczu z reprezentacją Węgier, przegranym przez Jugosłowian 2:4. Łącznie w reprezentacji narodowej Skoblar zagrał 32 razy i zdobył 11 bramek. Pierwszym poważnym turniejem były Mistrzostwa Europy w 1964. Jugosławia awansowała do 1/8 finału, gdzie przegrała ze Szwecją. Skoblar błysnął w 1/16 finału w meczu z Belgią. W pierwszym meczu z Belgradzie wygrała 3:2, Skoblar strzelił wtedy 2 bramki, w rewanżu także wygrali Jugosłowianie (1:0) i przeszli dalej.
Skoblar brał także udział w finałach Mistrzostw Świata w Chile, na których Jugosławia zajęła 4.miejsce. Skoblar zagrał w 5 meczach i zdobył jedną bramkę w zwycięskim 3:1 meczu z Urugwajem.
Reprezentacyjną karierę Skoblar skończył dość szybko bo w 1967 roku. 7 października w Hamburgu rozegrał swój ostatni mecz – przegrany z RFN 1:3. W 1972 i 1973 był jeszcze powoływany, ale odmówił gry w reprezentacji.

## Kariera trenerska
Po zakończeniu piłkarskiej kariery Skoblar został szkoleniowcem. W 1983 został trenerem NK Rijeka, w której zbierał dobre recenzje. W 1987 roku przejął Hajduk Split na pół sezonu, ale zdołał wywalczyć Puchar Jugosławii. Wyjechał zagranicę, krótko trenował Hamburger SV, a w sezonie 1988/1989 był już trenerem Dinama Zagrzeb. Potem trenował ponownie Hajduka oraz Olympique Marsylia w 2001 roku. Był też selekcjonerem reprezentacji Libanu.